# Prix de l'anarchie
Le prix de l'anarchie est un concept de théorie algorithmique des jeux qui mesure à quel point un système où tous les agents agissent pour optimiser leurs intérêts peut être éloigné d'une situation optimale du point de vue global. La définition précise dépend du système étudié, des objectifs des agents, et de la mesure globale du système. 

## Exemple du trafic routier
Un exemple typique est celui d'un réseau routier, où chaque individu choisit un itinéraire pour minimiser son temps de trajet, et où l'objectif global est de minimiser la somme des temps de trajets, sachant qu'un gros trafic sur un axe entraîne des embouteillages. Les individus, en optimisant leurs objectifs peuvent arriver à un certain équilibre, où aucun automobiliste n'a intérêt à changer d'itinéraire. On parle d'équilibre de Nash. Cette solution n'est pas forcement optimale dans le sens où il peut être possible de donner à chacun un itinéraire tel que la somme des temps de trajet soit inférieure. Sur cet exemple, le prix de l'anarchie est le rapport entre ces deux temps de trajets cumulés.